# Z. Marcas
Z. Marcas es una novela escrita por el autor francés Honoré de Balzac, publicada por primera vez en 1840. Ambientada en el París contemporáneo, describe la gloria y caída de un brillante estratega político abandonado por los políticos a quienes había ayudado para que llegasen al poder. Destituido y olvidado, traba amistad con un par de estudiantes que viven en la misma pensión que él. La historia trata acerca de sus discusiones sobre la situación política en Francia. 
Balzac se inspiró para escribir la historia en un cartel que había visto con el nombre "Z. Marcas" en la tienda de un sastre en París. Publicó la novela en julio de 1840, en la revista Revue Parisienne, fundada por él ese mismo año. Un año más tarde fue incluida en una antología con cuentos de varios autores titulada La Mort d'un ambitieux (La muerte de un hombre ambicioso). Posteriormente, Balzac la incluyó en la sección Scènes de la vie politique dentro de su vasta colección de novelas La Comédie humaine.
Aunque en Z. Marcas aparecen personajes de otras historias de Balzac y elementos de realismo literario (ambas características fundamentales del estilo del escritor), se la recuerda principalmente por su temática política. Balzac, como legitimista, creía que la falta de un líder valiente en Francia la había llevado a la mediocridad y a la ruina, y que los hombres de calidad eran ignorados o algo peor. Sostenía que la juventud de Francia estaba en peligro de ser abandonada por el gobierno, y predecía disturbios en los años venideros.
La historia también explora la convicción de Balzac de que el nombre de una persona es un poderoso indicador de su destino, una idea que obtuvo inspirándose en la obra de Laurence Sterne. El protagonista, con su agudo intelecto, está basado en la concepción que tenía Balzac sobre sí mismo: la de un genio visionario que no logra llegar a su verdadero potencial gracias a los individuos menos talentosos con mayor poder social.

## Antecedentes

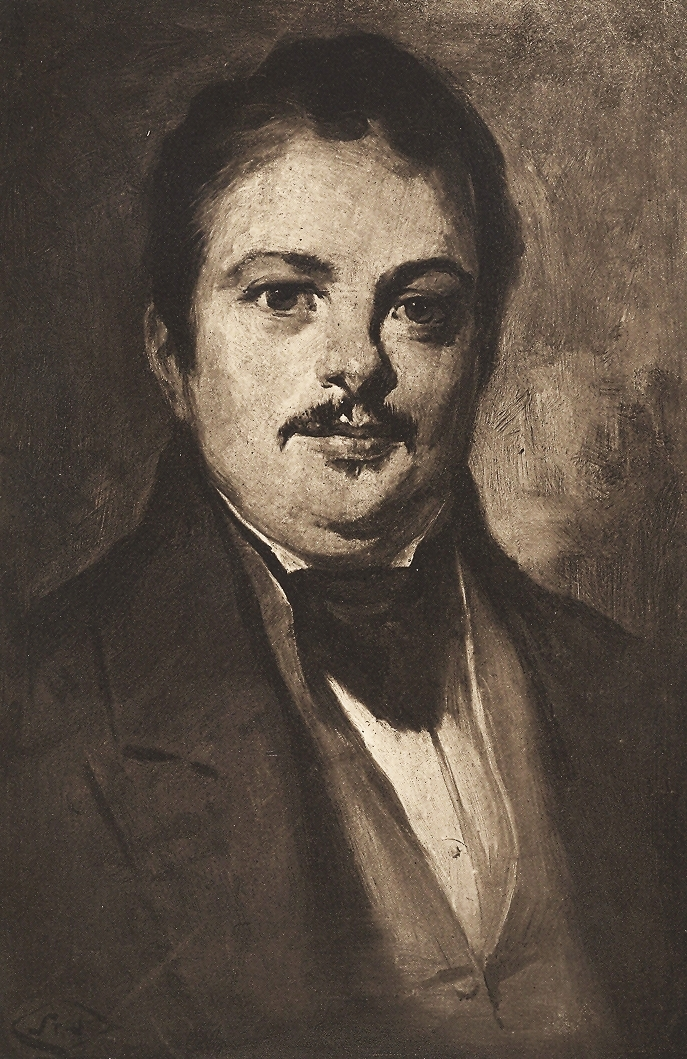
Balzac se presentó a sí mismo como un candidato legitimista para el Parlamento.

Honoré de Balzac se vio atraído por una diversidad de intereses a lo largo de su vida, desde la economía hasta la política. Tras estudiar derecho por tres años, escribió una serie de novelas potboiler (novelas de baja calidad) bajo diversos pseudónimos. También perdió grandes sumas de dinero prestado en el negocio de la industria editorial, al intentar capitalizar ediciones baratas de trabajos clásicos. Hacia 1828 le debía 50 000 francos a su madre.
A pesar de que su visión sobre la política era cambiante, Balzac era principalmente un legitimista que apoyaba a la Casa de Borbón y que creía que la Revolución de Julio de 1830 había dejado a Francia sin un liderazgo fuerte. En 1832, declaró su intención de postularse para la Cámara de Diputados del Parlamento francés; una variedad de problemas le impidieron lanzar su candidatura, pero montó una seria campaña que fue calificada de ridícula por la prensa. En referencia a la famosa novela de Balzac de 1831 La Peau de chagrin (en español, La piel de zapa), el periódico Le Figaro publicó: "Es la primera vez que alguien haya sido visto acariciando a los votantes con una piel de zapa". Aunque si bien mostró un interés renovado por la oficina pública más adelante, expresó sus opiniones políticas mayormente a través de la escritura.
En julio de 1840 trató de fusionar su deseo de ganar dinero con la política y creó una revista llamada Revue Parisienne, fundada por su amigo Armand Dutacq. Ya que tenía experiencia en la industria de las publicaciones, Balzac creía que ya había aprendido todo lo que había que saber sobre el negocio. "Esa gigantesca máquina conocida como periodismo", escribió, "es tan simple como un asador manejado por un caniche". Balzac planeaba publicar sus propias obras ficticias en Revue Parisienne, en parte para desafiar la popularidad del folletín; sin embargo, Dutacq detuvo el proyecto en septiembre, después de sólo tres números, y la última incursión de Balzac en el mundo de las publicaciones llegó a su fin.

## Escritura y publicación

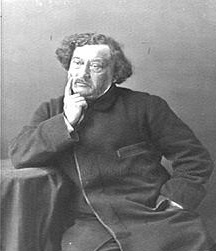
Balzac le dijo a su amigo León Gozlan que je ne suis pas seul à croire à cette alliance merveilleuse du nom et de l'homme. (en español, No estoy solo en mi creencia acerca de esta maravillosa alianza entre el nombre y el hombre.)

En el verano de 1840, Balzac tuvo una discusión con su amigo León Gozlan acerca del poder del nombre de una persona. En su ensayo cómico Balzac en pantoufles, Gozlan cuenta la insistencia de su socio: 

On est nommé là-haut avant de l'être ici-bas. C'est un mystère auquel il ne convient pas d'appliquer, pour le comprendre, les petites règles de nos petits raisonnements.
Somos nombrados allá arriba [en el cielo] antes de ser nombrados aquí abajo. Es un misterio para el cual no es apropiado aplicar, por el bien de la inteligencia, las pequeñas reglas de nuestro insignificante razonamiento.

Balzac le sugirió a Gozlan que si buscaban por las calles de París encontrarían un nombre adecuado para un personaje que él había imaginado, un genio político frustrado por la mediocridad de la época. Finalmente se encontraron con el cartel de un sastre que atrapó a Balzac, el cual llevaba el nombre de Z. Marcas. Creía que el nombre sugería l'esprit je ne sais quoi de fatal (en español, una fatalidad misteriosa), y lo eligió para el protagonista de su historia. Escribió la historia de treinta páginas poco tiempo después.
Balzac publicó Z. Marcas en el primer número de Revue Parisienne, el 25 de julio de 1840. Fue republicada al año siguiente bajo el título de La Mort d'un ambitieux (en español, La muerte de un hombre ambicioso), dentro de una colección de varios autores titulada Le Fruit défendu (La fruta prohibida). Poco antes de su muerte, Balzac ubicó a esta historia en la sección de Scènes de la vie politique (Escenas de la vida política) de su colección La Comédie humaine.

## Sinopsis
La historia se presenta relatada desde el punto de vista de un narrador en primera persona, del cual se revela muy poco hasta las últimas páginas del libro. Antes de la historia propiamente dicha, se incluye un pensamiento extendido sobre la naturaleza de los nombres de los seres humanos, específicamente del de Z. Marcas: 

MARCAS! Répétez-vous à vous-même ce nom composé de deux syllabes, n'y trouvez-vous pas une sinistre signifiance? Ne vous semble-t-il pas que l'homme qui le porte doive être martyrisé? Quoique étrange et sauvage, ce nom a pourtant le droit d'aller à la postérité; il est bien composé, il se prononce facilement, il a cette brièveté voulue pour les noms célèbres.... Ne voyez-vous pas dans la construction du Z une allure contrariée? ne figure-t-elle pas le zigzag aléatoire et fantasque d'une vie tourmentée?

¡MARCAS! Repite este nombre de dos sílabas una y otra vez; ¿no sientes como si tuviese cierto significado siniestro? ¿No te parece que su propietario debería ser destruido hasta el martirio? Pese a ser extranjero, salvaje, el nombre tiene el derecho de conservarse para la posteridad; está bien construido, se pronuncia con facilidad y tiene la brevedad que puede darle fama... ¿No percibes en la letra Z una influencia adversa? ¿No prefigura el progreso caprichoso y fantástico de una vida atormentada?

El narrador, Charles, vive con su amigo Juste en una gran pensión ocupada casi por completo por estudiantes como ellos (Charles estudia leyes y Juste medicina). La única excepción es su vecino de edad mediana, Z. Marcas, al cual apenas vislumbran durante breves momentos en el recibidor. Descubren que es un copista y que tiene un salario excesivamente bajo. Cuando los estudiantes se quedan sin tabaco, Marcas les ofrece compartir el suyo. Así se vuelven amigos, y el hombre les cuenta la historia de su carrera política. 
Marcas, al reconocer de muy joven que tenía una mente incisiva para la política, se había aliado con un hombre anónimo de cierta fama sin sabiduría ni visión. Habían conformado un equipo, con el otro hombre como el rostro público y Marcas como el asesor. Sin embargo, una vez que su socio había llegado a ocupar un cargo, había abandonado a Marcas, lo había vuelto a contratar y finalmente lo había abandonado de nuevo. Marcas había quedado sin dinero y sin un nombre, resignado a duplicar los escritos de otros para recibir un sueldo ínfimo.
Finalmente, su amigo político le pide ayuda por tercera vez. Marcas lo evade, pero los estudiantes lo convencen de darle una última oportunidad. Tres meses después, Marcas aparece de nuevo en la pensión, enfermo y exhausto. El político nunca lo visita y finalmente Marcas muere. Los estudiantes son los únicos asistentes a su funeral y, destrozados por la tragedia, abandonan Francia.

## Personajes

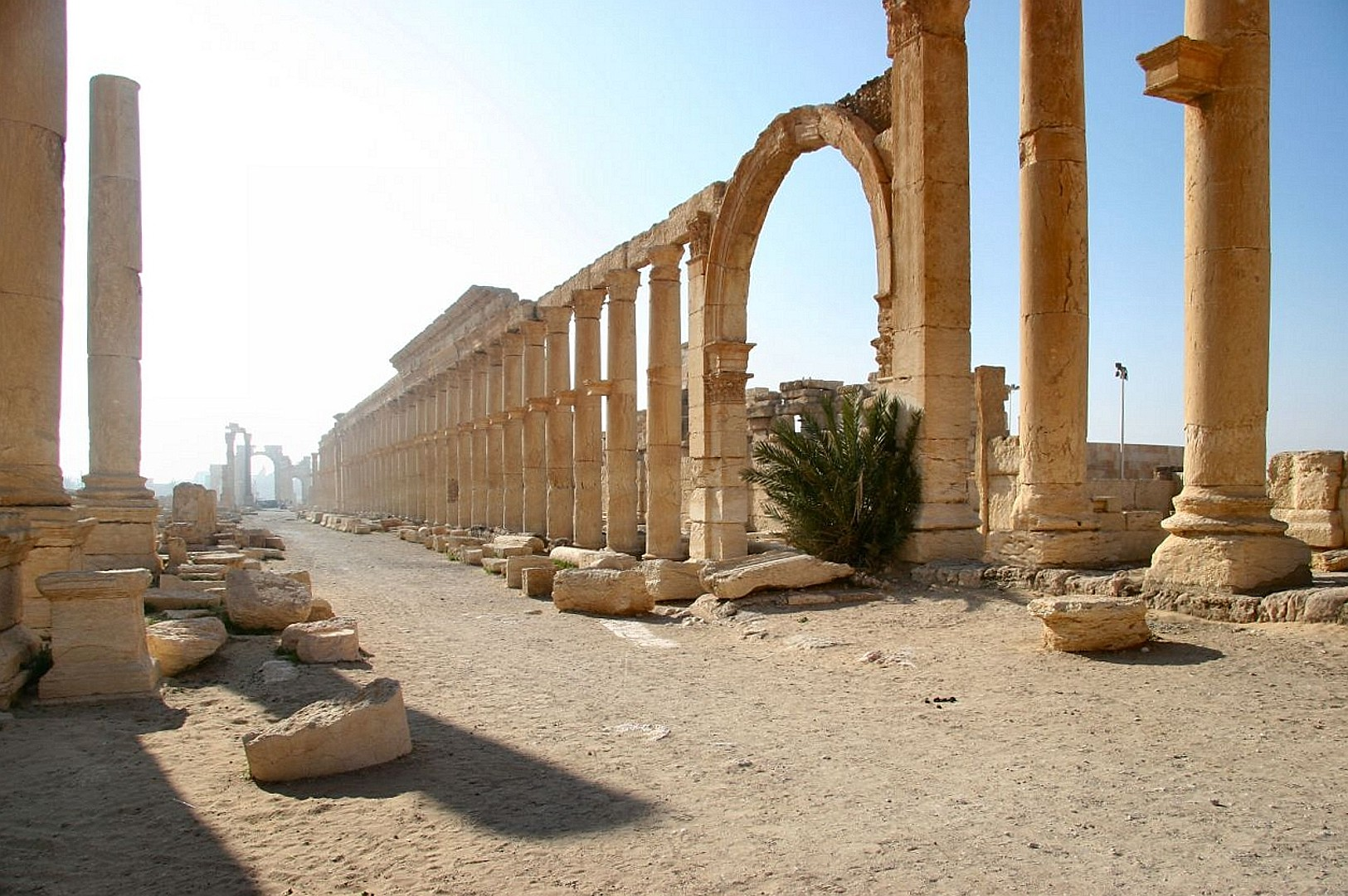
Los estudiantes comparan a Z. Marcas con la ambición fallida de los imperios pasados, y lo denominan como "les ruines de Palmyre au désert" ("Las ruinas de Palmyra en el desierto").

Además de su particular nombre, Z. Marcas tiene una apariencia notable que sus vecinos reconocen al instante. La primera línea de la historia hace referencia a su apariencia "saisissant" ("llamativa"). Como en la mayoría de sus trabajos posteriores, Balzac describe a Marcas relacionándolo con un animal: "L'animal de Marcas était le lion. Ses cheveux ressemblaient à une crinière, son nez était court, écrasé, large et fendu au bout comme celui d'un lion, il avait le front partagé comme celui d'un lion par un sillon puissant, divisé en deux lobes vigoureux." ("El animal para Marcas era el león. Su cabello era como una melena, su nariz corta, lisa, aplastada, ancha y hendida al final como la de un león; tenía una frente partida en dos con un surco profundo, dividiéndola en dos lóbulos poderosos".)
Marcas parece estar destinado a la grandeza; se lo describe como poseedor de un espíritu tremendo, de un juicio sólido pero rápido y de un conocimiento amplio sobre las formas públicas. Su mirada tiene "une puissance" ("un poder"), que intenta no utilizar, ya que no le había traído más que desdicha en el pasado. Pese a estas características innatas, el genio político que vive en la pensión para estudiantes requiere de su ayuda para vestirse cuando la compañía oficial lo llama.
El personaje de Z. Marcas, no obstante, representa una forma feroz de tener éxito en el mundo de la política, con una mente aguda que busca hacer las cosas bien en la esfera pública. Un crítico lo describió como representante de la "ambición en su estado puro". Al igual que otros genios de La Comédie humaine, Marcas es un reflejo del ego y el deseo del propio Balzac. Al igual que el personaje, el autor soñaba con adquirir fama e influencias positivas; Marcas es despreciado y manipulado por mentes mediocres, tal como Balzac creía que le sucedía a él. Incluso sus hábitos de trabajo (quedarse frente a sus escritorios toda la noche) son similares.

### Personajes recurrentes
Balzac comenzó a usar personajes de obras anteriores en su novela Le Père Goriot de 1835, y convirtió a dicha técnica en un sello distintivo de sus obras ficticias. En el caso de Z. Marcas, el narrador, Charles Rabourdin, cuya identidad no se revela hasta el final de la historia, es en realidad el hijo de uno de los personajes principales del cuento La Femme superieuse, escrito por Balzac en 1837. La protagonista de la historia está casada con Xavier Rabourdin, quien es ignorado injustamente para un ascenso a jefe de su departamento de servicio civil. Al final de La Femme superieuse, Rabourdin le dice a su esposa que tendrían éxito en el mundo de los negocios. La pobreza de su hijo en Z. Marcas evidencia que su plan había fracasado.
Las interacciones de Charles Rabourdin con Marcas son iguales a las dificultades que había presenciado en la carrera gubernamental de su padre. Como lo explica el crítico Herbert J. Hunt, "Marcas representa en la esfera política lo que representa Rabourdin en la esfera administrativa". Allan H. Pasco coincide con esta opinión: "Charles había aprendido la lección de futilidad por parte de dos tutores: su padre y Marcas. Los hombres destacados no tienen futuro en la política, en la administración ni en los negocios; al menos no en Francia."
El uso de personajes recurrentes en las obras de Balzac les provee a sus lectores una profundidad no paralela y una caracterización particular. "Esta técnica", insiste Mary Susan McCarthy, "no solo le proporcionó una base unificadora, sino que también le ofreció al lector un canal de relaciones mediante el cual pueden unir varias historias y novelas separadas en las que aparecen los personajes, conformando el universo ficticio que es La Comédie humaine." Algunos lectores, sin embargo, se sienten intimidados por la profundidad creada por estas historias interdependientes, y no comprenden el contexto, importante para entender la situación de los personajes. El novelista detective Arthur Conan Doyle dijo que nunca trató de leer a Balzac, porque "no sabría dónde comenzar".
El mismo Z. Marcas aparece en otra historia de Balzac, Un Prince de la bohème, la cual el autor tuvo que revisar y corregir dos veces antes de publicarla en su edición definitiva. En la edición de 1846, el personaje de Marcel había sido cambiado a Marcas; sin embargo, puede haberse tratado de un error de imprenta. Como lo explica Anthony Pugh: "Este detalle es inexplicable; el protagonista de Z. Marcas, que no aparece en otro sitio que no sea su propia historia, parece un candidato muy poco probable para el papel. ¿Podría tratarse de un error de imprenta?"

## Estilo

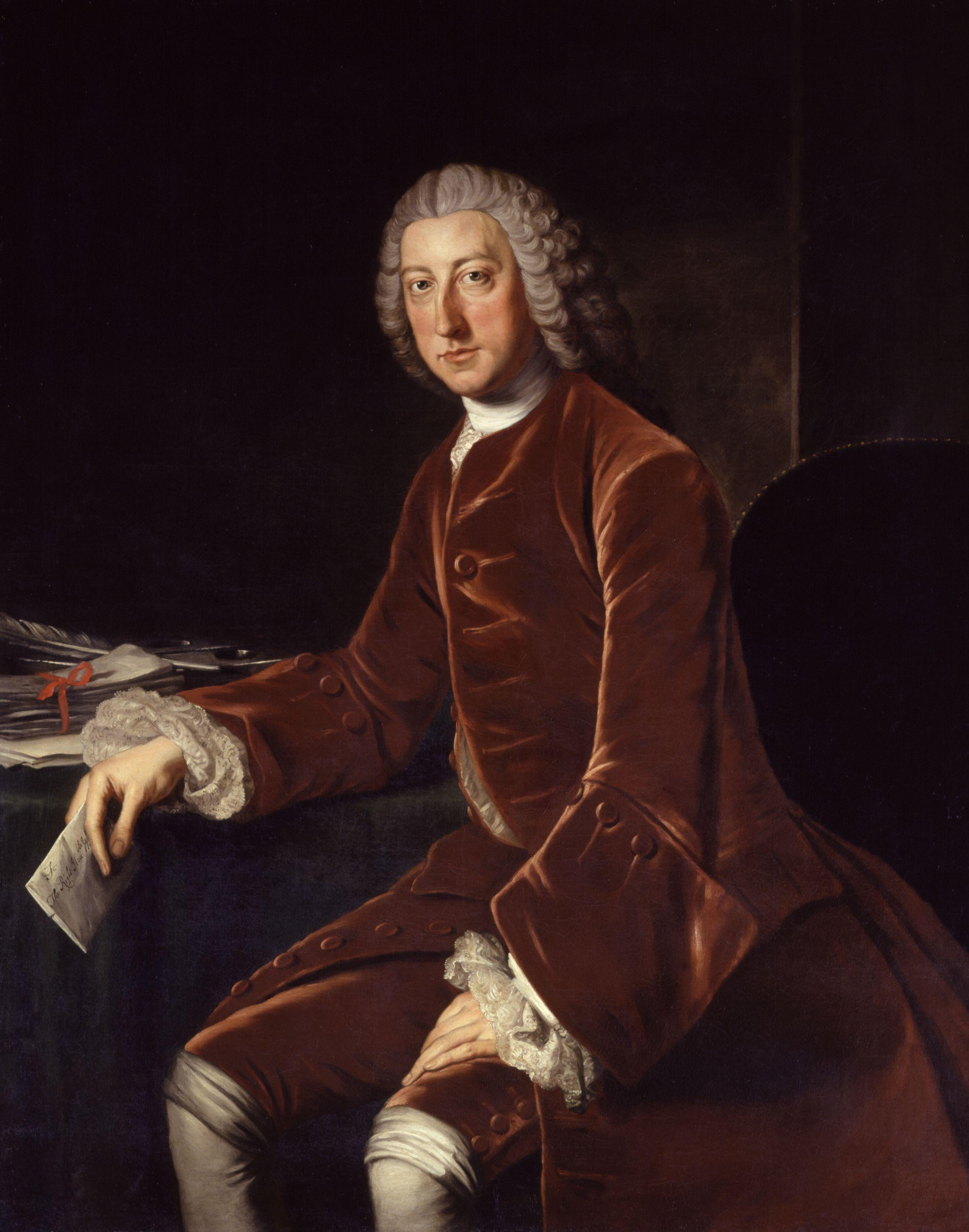
El narrador declara que Marcas es "semblable à Pitt, qui s'était donné l'Angleterre pour femme" ("como Pitt, que convirtió a Inglaterra en su esposa").

Balzac era conocido por el realismo presente en sus obras, con detalles precisos al describir personas y lugares. Su fanatismo por el nombre Z. Marcas se cita como ejemplo del "celo" del autor por el "color local". La creencia de Balzac de que existe una conexión entre el nombre y el destino de una persona se lleva al plano principal; la estructura de Z. Marcas refleja las de otras obras del mismo escritor. Como lo explica el crítico Charles Affron: "El creador de un universo tan relacionado con el ritmo interno y que resuena con tanto eco no vacila al suponer que los gérmenes del fracaso de un personaje pueden encontrarse en las cualidades físicas de su nombre". Esta idea se le ocurrió a Balzac influenciado por Laurence Sterne, como reconoció en su historia Ursule Mirouët, publicada en 1841: "[N]e doit-on pas reconnaître avec Sterne l’occulte puissance des noms, qui tantôt raillent et tantôt prédisent les caractères?" ("¿No debemos estar de acuerdo con Sterne sobre reconocer el poder oculto en los nombres, que a veces imitan y otras veces definen las personalidades de sus dueños?")
Z. Marcas incluye muchos ejemplos más de detalles realistas. Los estudiantes viven en ambientes de aspecto lastimoso, amueblados con "qu'un maigre tapis en lisière" ("únicamente una maltrecha alfombra delgada"). Comparten "une blonde perruque de tabac turc" ("una ramita leonada de tabaco turco") con su vecino, y los tres discuten sobre políticos pertenecientes a la historia reciente, incluyendo a William Pitt y a los Voltigeurs. Sin embargo, no se suele hablar sobre el realismo en los análisis acerca de Z. Marcas. Como lo explica Hunt, se la recuerda mayormente "como un vehículo para el desarrollo de los típicos caprichos de Balzac".

## Política y sociedad
Z. Marcas es célebre por su reflexión acerca de la visión política de Balzac, específicamente por el descuido del talento y de la habilidad en un mar de mediocridad republicana, y por la exposición del abandono hacia los jóvenes por parte de las generaciones mayores. Pasco sugiere:

Z. Marcas no se ha convertido en la historia de un particular, el fracaso político, en la historia de un joven con potencial que abandona Francia por Malasia, sino en la historia de Francia misma, consumiendo y perdiendo sus mayores recursos: su juventud.

Balzac creía que la Monarquía de Julio había traído una oleada de liderazgo débil, y que las personas de calidad e integridad eran menospreciadas en el nombre del cronismo. Marcas, un excelente ejemplo de semejante hombre, está condenado a fallar en el gobierno de Luis Felipe I. Quienes estaban en el poder eran ciegos ante las valiosas mentes que se estaban perdiendo entre ellos, como los estudiantes descubren al principio de la historia: nous étions étonnés de la brutale indifférence du pouvoir pour tout ce qui tient à l'intelligence, à la pensée, à la poésie (en español, nos asombramos ante la brutal indiferencia de las autoridades para todo aquello relacionado con el intelecto, el pensamiento y la poesía). Las desgracias personales de Marcas, y sus historias de vida dentro de los corredores del poder, refuerzan su visión.
A través de Marcas, Balzac reclama que los jóvenes de Francia estaban siendo ignorados por los oficiales del gobierno, y preveía un levantamiento:

La jeunesse éclatera comme la chaudière d'une machine à vapeur. La jeunesse n'a pas d'issue en France, elle y amasse une avalanche de capacités méconnues, d'ambitions légitimes et inquiètes, elle se marie peu, les familles ne savent que faire de leurs enfants; quel sera le bruit qui ébranlera ces masses, je ne sais; mais elles se précipiteront dans l'état de choses actuel et le bouleverseront.
La juventud va a explotar como la caldera de una máquina a vapor. La juventud no tiene salida en Francia; está juntando una avalancha de capacidades menospreciadas, de ambiciones legítimas e inquietas; jóvenes que ya no se están casando; las familias no pueden asegurar qué harán con sus hijos. ¿Cómo será el trueno que sacudirá a estas masas? No lo sé, pero van a chocar en medio de las cosas, y van a derribar todo.

Como indica Graham Robb en su biografía de 1994, las palabras de Balzac fueron una predicción acertada de la Revolución de 1848. La oposición pública a la monarquía explotó en febrero de ese año; Luis Felipe I se vio obligado a abdicar y se fundó la Segunda República.

## Legado
Aunque solo se publicaron tres números de la revista Revue Parisienne de Balzac, Z. Marcas se convirtió en una historia bastante popular. Hunt notó que "solo tuvo valor secundario", pero el biógrafo André Maurois la describió como "una historia admirable". Robb señaló que Z. Marcas fue una precursora importante de las realidades políticas que vendrían y fue una advertencia hacia la clase política de la época.
Como señala el crítico Félicien Marceau, sin embargo, el verdadero valor de Z. Marcas puede haberle sido otorgado por su autor:

La historia tiene, en cierta forma, la apariencia de esos dibujos de Leonardo Da Vinci que consisten en veinte o treinta pies o manos, perfectamente ilustrados en sí mismos, pero que cuya raison d'être (razón de ser) yace en el hecho de que le otorgarán al artista el reconocimiento en composiciones mucho más vastas, en las cuales las manos y los pies ocuparán sus verdaderas posiciones y su importancia real. Podemos encontrar todas las características del personaje de Marcas (aunque más dispersas, mezcladas unas con otras, escalonadas de mayor a menor en proporciones menos abrumadoras) en [Eugène de] Rastignac o [Henri de] Marsay, cuyos personajes no son tan fuertes pero son más auténticos. Marcas, por el contrario, es menos un personaje que un ejemplo moral.

### Nota
1. ↑  Dedinsky da al 25 de agosto como fecha de publicación original.